# Тузла (острво)
Тузла (рус. и укр. Тузла; кт. Tuzla, Тузла), малено је руско пешчано острво у јужном делу Керчког мореуза који спаја Азовско море на северу са Црним морем на југу, а раздваја Кримско полуострво на западу од Таманског полуострва на југу. Административно припада граду Керчу. Површина острва је око 3,5 km2, дужина му варира од 5 до 6,5 км, док је максимална ширина око 600 метара.
Острво Тузла формирано је од дела некадашње пешчане превлаке која је уништена интензивном абразијом изазваном јаком олујом која је захватило то подручје 29. новембра 1925. године. У античком периоду када је ниво мора био и до 4 метра нижи подручје савременог острва је било знатно пространије и било је делом суседног Таманског полуострва. 
Одлуком Врховног президијума Руске СФСР од 7. јануара 1941. острво је административно укључено у састав тадашње Кримске АССР, која је доцније, под именом Кримска област укључена у састав Украјинске ССР 1954. године. У границама Руске државе острво је поново од 2014. и уједињења Крима и Севастопоља са матицом. 
Од 2015. преко острва прелази Кримски мост који спаја Таманско и Керчко полуострво. Острво је због своје пешчане структуро подложно интензивној ерозији, а посебно је интензиван абразивни рад уз јужну обалу која се, иако ојачана бетонским конструкцијама, константно еродира. На острву никада није било сталних људских насеобина, а према статистичким подацима из 2017. острво Тузла није било насељено. 

## Галерија
- Језеро на острву
- Детаљ са острва
- Бетонска конструкција уз јужну обалу
- Градња Кримског моста (2016)
- Вегетација на острву